# Jeu-les-Bois
Jeu-les-Bois ist eine französische Gemeinde mit 405 Einwohnern (Stand: 1. Januar 2022) im Département Indre in der Region Centre-Val de Loire; sie gehört zum Arrondissement  Châteauroux und zum Kanton Saint-Gaultier (bis 2015: Kanton Ardentes). Die Einwohner werden Jocolois genannt.

## Geographie
Jeu-les-Bois liegt etwa 17 Kilometer südsüdöstlich von Châteauroux an der Bouzanne und seinem Nebenfluss Gourdon. Umgeben wird Jeu-les-Bois von den Nachbargemeinden Le Poinçonnet im Norden und Nordwesten, Ardentes im Norden und Nordosten, Mers-sur-Indre im Osten, Lys-Saint-Georges im Süden, Buxières-d’Aillac im Süden und Südwesten sowie Arthon im Westen.

## Bevölkerungsentwicklung
| Jahr                      | 1962 | 1968 | 1975 | 1982 | 1990 | 1999 | 2006 | 2013 |
| Einwohner                 | 372  | 343  | 260  | 290  | 335  | 343  | 359  | 379  |
| Quelle: Cassini und INSEE |      |      |      |      |      |      |      |      |

## Sehenswürdigkeiten
- Kirche Saint-Maximin aus dem 12. Jahrhundert

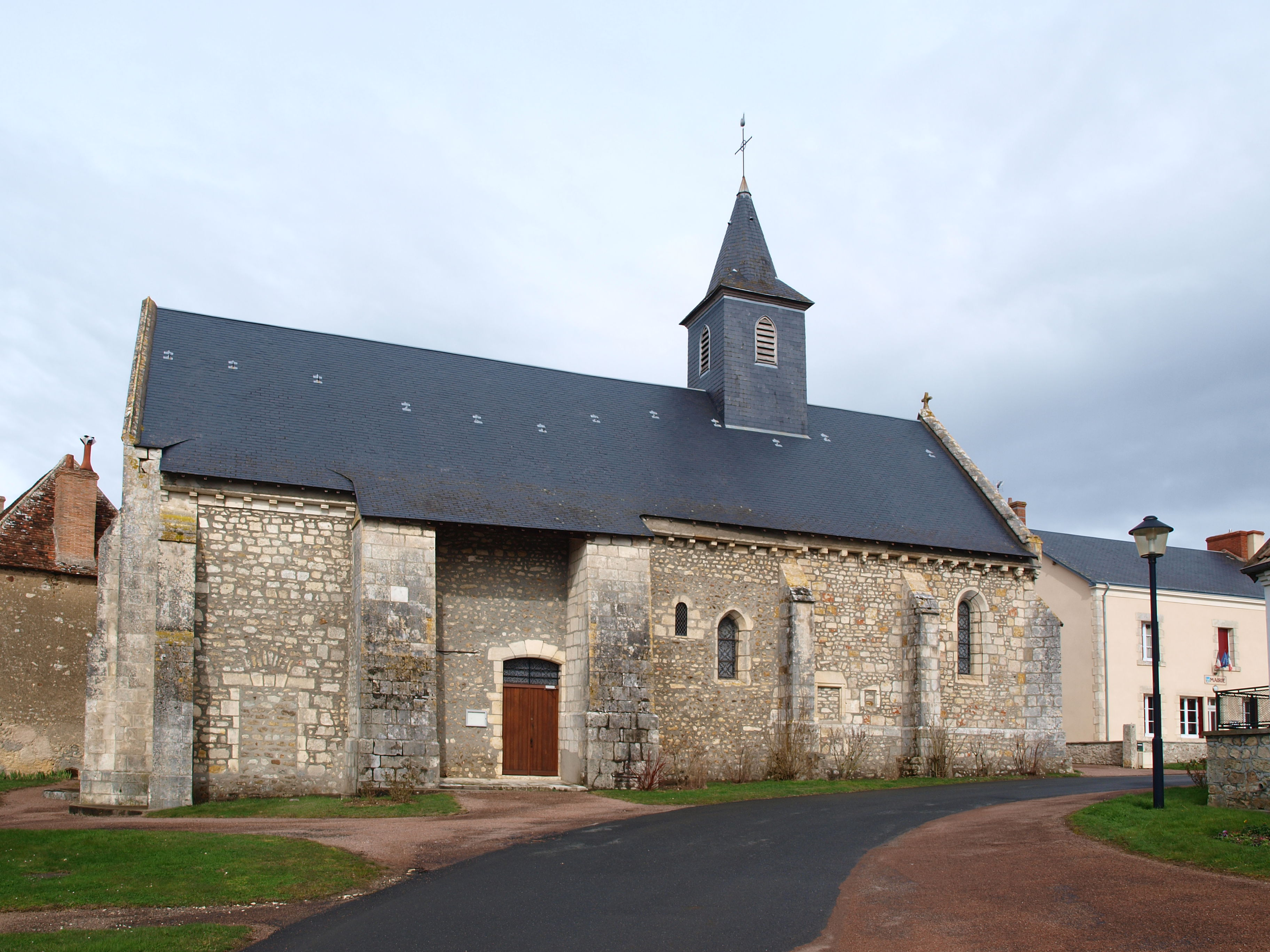
Kirche Saint-Maximin

- Schloss Le Belvédère
- Schloss La Villeneuve
- Mühle Le Gué de Veneix